# Parhippolyte misticia
Parhippolyte misticia (лат.) — вид креветок рода Parhippolyte из семейства Barbouriidae (Decapoda, Alpheoidea). Океания.

## Распространение
Обитает в Индо-Тихоокеанском регионе, где был зарегистрирован в Палау, Окинаве (Япония) и Западной Новой Британии в Папуа — Новой Гвинее.

## Описание
Мелкие пещерные креветки, длина карапакса около 1 см. . Половая система представляет собой протандрический одновременный гермафродитизм (PSH, protandric simultaneous hermaphrodite), причём особи сначала созревают как самцы. Когда они становятся старше и крупнее, они созревают и размножаются как самки, сохраняя при этом мужскую половую функцию.

## Таксономия и этимология
Вид был впервые описан в 1989 году под названием Koror misticius Clark, 1989 в монотипическом роде Koror, который был назван по острову Koror Island (где расположен город Корор, столица Палау), типовому месту обнаружения. Этимология видового названия происходит от латинского слова misticius (смешанный, гибридный), указывая на сочетание признаков, общих с родственными родами, и отсутствие какого-либо одного уникального признака. Первоначально он был включён в состав семейства обыкновенных креветкок (Hippolytidae). В 1996 году при описании Parhippolyte cavernicola таксон Koror был сведён в синонимы к роду Parhippolyte.